# アンケニー (アイオワ州)
アンケニー（Ankeny）は、アメリカ合衆国アイオワ州のポーク郡にある都市。人口は6万7887人（2020年）。州都デモインの北に位置する郊外都市である。

## 歴史
1903年に法人化した。伝統的に穀物と家畜を主体とした農業地帯である。製造業は、1947年以来ジョン・ディアの農業機械工場が操業している。1990年頃から大規模な住宅開発が盛んに行われておりベッドタウン化が進行している。

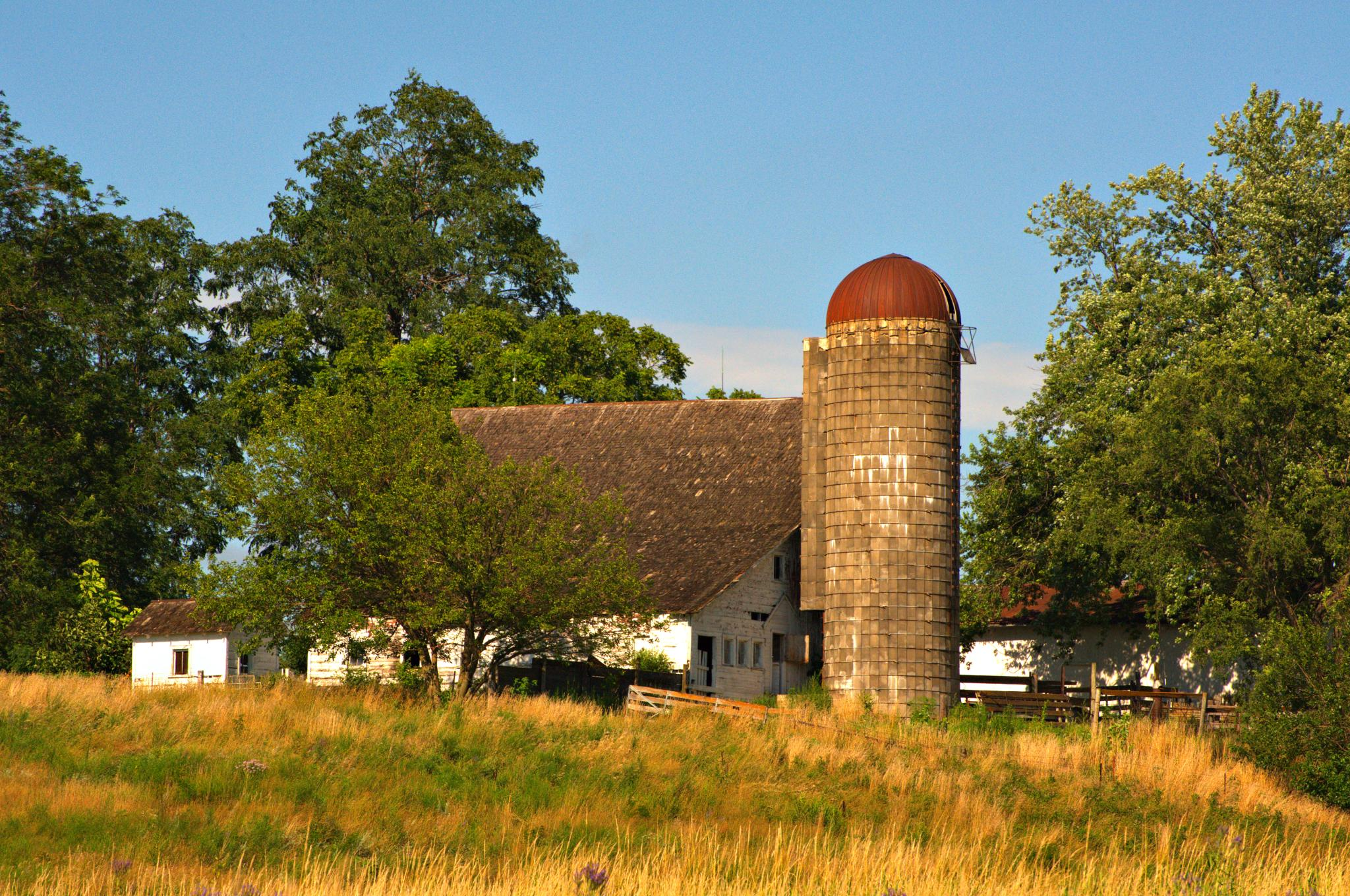
古い農家